# Chouteau County
Chouteau County ist ein County im Bundesstaat Montana der Vereinigten Staaten. Der Verwaltungssitz (County Seat) ist in Fort Benton.

## Demografische Daten

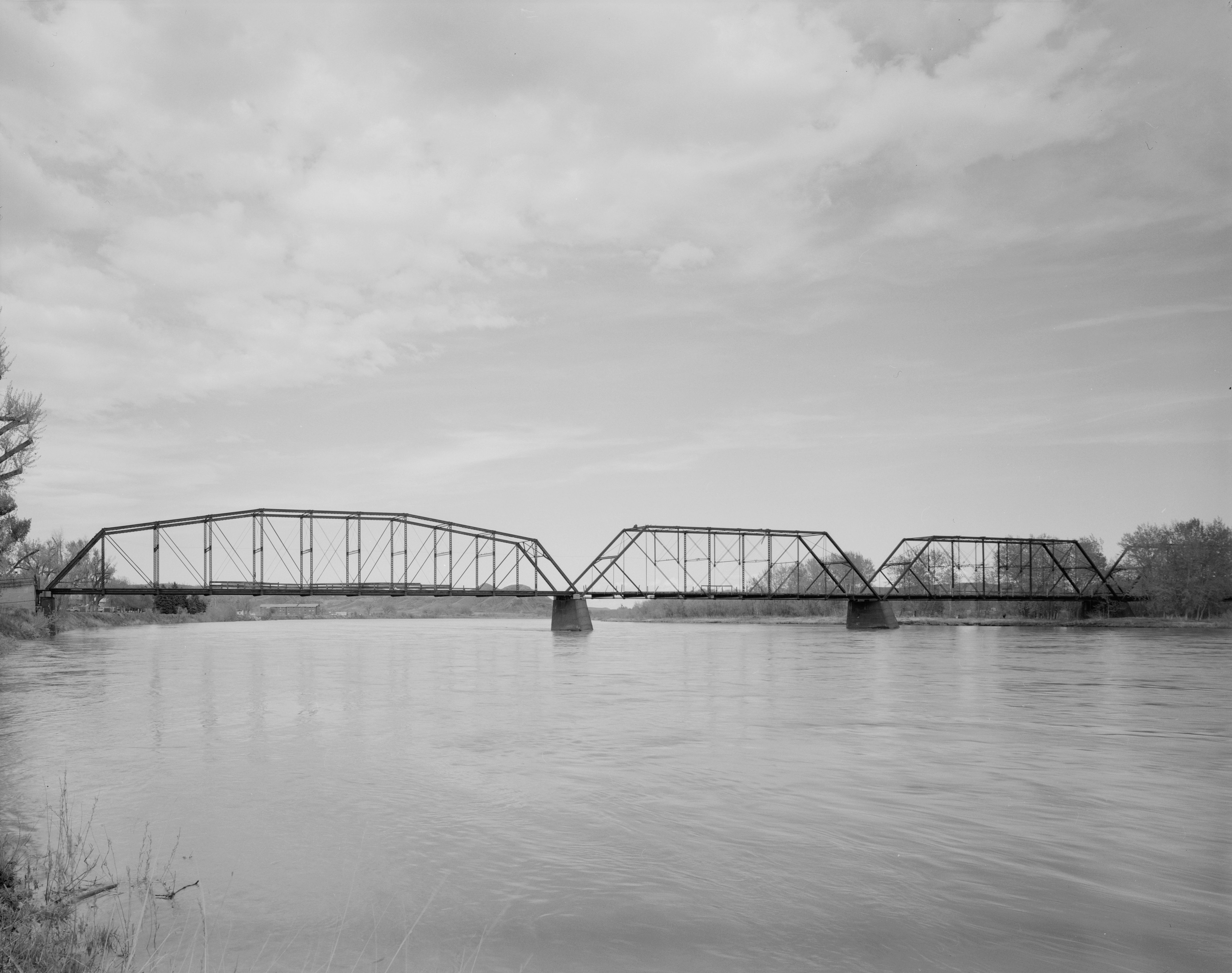
Die Fort Benton Bridge über dem Missouri River, gelistet im NRHP Nr. 80002406

Nach der Volkszählung im Jahr 2000 lebten im County 35.551 Menschen. Es gab 22.260 Haushalte und 16.130 Familien. Die Bevölkerungsdichte betrug 1 Einwohner pro Quadratkilometer. Ethnisch betrachtet setzte sich die Bevölkerung zusammen aus 84,00 % Weißen, 0,08 % Afroamerikanern, 14,62 % amerikanischen Ureinwohnern, 0,23 % Asiaten, 0,10 % Bewohnern aus dem pazifischen Inselraum und 0,23 % aus anderen ethnischen Gruppen; 0,72 % stammten von zwei oder mehr ethnischen Gruppen ab. 0,67 % der Bevölkerung waren spanischer oder lateinamerikanischer Abstammung.
Von den 22.260 Haushalten hatten 34,00 % Kinder und Jugendliche unter 18 Jahre, die bei ihnen lebten. 60,90 % waren verheiratete, zusammenlebende Paare, 8,40 % waren allein erziehende Mütter. 27,50 % waren keine Familien. 24,90 % waren Singlehaushalte und in 10,60 % lebten Menschen im Alter von 65 Jahren oder darüber. Die Durchschnittshaushaltsgröße betrug 2,59 und die durchschnittliche Familiengröße lag bei 3,11 Personen.
Auf das gesamte County bezogen setzte sich die Bevölkerung zusammen aus 28,80 % Einwohnern unter 18 Jahren, 6,50 % zwischen 18 und 24 Jahren, 24,10 % zwischen 25 und 44 Jahren, 23,10 % zwischen 45 und 64 Jahren und 17,50 % waren 65 Jahre alt oder darüber. Das Durchschnittsalter betrug 39 Jahre. Auf 100 weibliche Personen kamen 100,80 männliche Personen, auf 100 Frauen im Alter ab 18 Jahren kamen statistisch 97,10 Männer.

Das jährliche Durchschnittseinkommen eines Haushalts betrug 29.150 USD, das Durchschnittseinkommen der Familien betrug 32.399 USD. Männer hatten ein Durchschnittseinkommen von 22.080 USD, Frauen 19.318 USD. Das Prokopfeinkommen betrug 14.851 USD. 20,50 % der Bevölkerung und 16,50 % der Familien lebten unterhalb der Armutsgrenze. 29,30 % davon waren unter 18 Jahre und 8,40 % waren 65 Jahre oder älter.

## Geschichte
Ein Ort hat den Status einer National Historic Landmark, der Fort Benton Historic District. 21 Bauwerke und Stätten des Countys sind im National Register of Historic Places eingetragen (Stand 7. Februar 2018).

## Orte im Chouteau County
Im Chouteau County liegen drei Gemeinden, davon eine City und zwei Towns. Zu Statistikzwecken führt das U.S. Census Bureau sechs Census-designated places, die dem County unterstellt sind und keine Selbstverwaltung besitzen. Diese sind wie die Unincorporated Communities gemeindefreies Gebiet.
| City - Fort Benton | Towns - Big Sandy - Geraldine |

Census-designated places (CDP)
| - Boneau - Carter - Highwood | - Loma - Parker School - Rocky Boy West |

andere Unincorporated Communities
- Floweree
- Square Butte